# Шомон-ан-Вексен (кантон)
Шомон-ан-Вексен (фр. Chaumont-en-Vexin) — кантон во Франции, находится в регионе О-де-Франс, департамент Уаза. Входит в состав округа Бове.

## История
До 2015 года в состав кантона входили коммуны Аданкур-ле-О-Клоше, Ардвиллер-ан-Вексен, Башивиллер, Буаси-ле-Буа, Бубьер, Буконвиллер, Бутанкур, Бури-ан-Вексен, Виллер-сюр-Три, Воданкур, Деленкур, Жамерикур, Курсоль-ле-Жизор, Лавильтертр, Латтенвиль, Локонвиль, Льервиль, Льянкур-Сен-Пьер, Монжаву, Монвиль, Монтаньи-ан-Вексен, Парн, Реи, Сенот, Серан, Тибивиллер, Три-ла-Виль, Три-Шато, Турли, Фе-ле-Этан, Флёри, Френ-Легийон, Шамбор, Шомон-ан-Вексен, Энанкур-ле-Сек, Энанкур-Леаж, Эраньи-сюр-Эпт.
В результате реформы 2015 года   состав кантона был изменен. В его состав вошли упраздненный кантон Ноай и отдельные коммуны кантонов Онёй и Мерю.
После этого состав кантона неоднократно менялся: с 1 января 2017 года коммуны Ле-Делюж, Ла-Невиль-д'Омон и Рессон-л'Аббе объединились в новую коммуну Ла-Дрен; с 1 января 2018 года коммуна Виллер-сюр-Три вошла в состав коммуны Три-Шато; с 1 января 2019 года коммуны Ардвиллер-ан-Вексен, Буаси-ле-Буа и Энанкур-ле-Сек объединились в новую коммуну Ла-Корн-ан-Вексен, коммуны Бомон-ле-Нонен, Виллотран и Ла-Невиль-Гарнье образовали новую коммуну Ле-От-Таликан, коммуны Башивиллер и Френо-Моншеврёй образовали новую коммуну Моншеврёй.

## Состав кантона с 1 января 2019 года
В состав кантона входят коммуны (население по данным Национального института статистики за 2018 г.):
- Аббекур (797 чел.)
- Аданкур-ле-О-Клоше (375 чел.)
- Бертекур (1 625 чел.)
- Бубьер (409 чел.)
- Буконвиллер (385 чел.)
- Бутанкур (213 чел.)
- Бури-ан-Вексен (342 чел.)
- Вальдампьер (930 чел.)
- Виллер-Сен-Сепюлькр (1 007 чел.)
- Воданкур (170 чел.)
- Деленкур (487 чел.)
- Жамерикур (321 чел.)
- Жуи-су-Тель (1 036 чел.)
- Иври-ле-Тампль (804 чел.)
- Ковиньи (1 651 чел.)
- Корбей-Сер (320 чел.)
- Курсоль-ле-Жизор (815 чел.)
- Ла-Дрен (1 009 чел.)
- Ла-Корн-ан-Вексен (535 чел.)
- Лабуасьер-ан-Тель (1 347 чел.)
- Лавильтертр (550 чел.)
- Латтенвиль (157 чел.)
- Лашапель-Сен-Пьер (893 чел.)
- Ле-Кудре-сюр-Тель (539 чел.)
- Ле-Мениль-Терибю (789 чел.)
- Ле-От-Таликан (872 чел.)
- Локонвиль (335 чел.)
- Льервиль (219 чел.)
- Льянкур-Сен-Пьер (5992 чел.)
- Мон (172 чел.)
- Монжаву (481 чел.)
- Монвиль (820 чел.)
- Монтаньи-ан-Вексен (673 чел.)
- Монтрёй-сюр-Терен (243 чел.)
- Моншеврёй (1 301 чел.)
- Мортфонтен-ан-Тель (925 чел.)
- Муши-ла-Шатель (82 чел.)
- Нёвиль-Боск (497 чел.)
- Ноай (2 814 чел.)
- Новиллер (366 чел.)
- Оданк-л'Эвек (245 чел.)
- Парн (336 чел.)
- Поншон (1 119 чел.)
- Пуйи (160 чел.)
- Реи (128 чел.)
- Сен-Крепен-Ибувиллер (1 548 чел.)
- Сен-Сюльпис (1 032 чел.)
- Сенот (346 чел.)
- Сент-Женевьев (3 301 чел.)
- Серан (214 чел.)
- Сийи-Тийар (445 чел.
- Тибивиллер (175 чел.)
- Три-ла-Виль (307 чел.)
- Три-Шато (1 934 чел.)
- Турли (173 чел.)
- Фе-ле-Этан (470 чел.)
- Флёри (560 чел.)
- Френ-Легийон (438 чел.)
- Шавансон (175 чел.)
- Шамбор (314 чел.)
- Шомон-ан-Вексен (3 305 чел.)
- Энанкур-Леаж (130 чел.)
- Эновиль (850 чел.)
- Эраньи-сюр-Эпт (602 чел.)

## Политика
На президентских выборах 2022 г. жители кантона отдали в 1-м туре Марин Ле Пен 36,0 % голосов против 23,2 % у Жана-Люка Меланшона и 15,4 % у Эмманюэля Макрона; во 2-м туре в кантоне победила Ле Пен, получившая 58,0 % голосов. (2017 год. 1 тур: Марин Ле Пен – 34,3 %, Франсуа Фийон – 18,6 %, Эмманюэль Макрон – 17,2 %, Жан-Люк Меланшон – 15,9 %; 2 тур: Ле Пен – 51,9 %. 2012 г. 1 тур: Николя Саркози – 29,0 %, Марин Ле Пен – 27,8 %, Франсуа Олланд – 20,5 %; 2 тур: Саркози – 58,9 %).
С 2021 года кантон в Совете департамента Уаза представляют мэр коммуны Ноай Бенуа Биберон (Benoît Biberon) (Разные правые) и мэр коммуны Бубьер Софи Левек (Sophie Levesque) (Республиканцы).
|                | Кандидаты                        | Партия                   | Первый тур | Первый тур     | Второй тур | Второй тур |
| Кол-во голосов | Кандидаты                        | Партия                   | % голосов  | Кол-во голосов | % голосов  |            |
| -------------- | -------------------------------- | ------------------------ | ---------- | -------------- | ---------- | ---------- |
|                | Бенуа Биберон Софи Левек         | Правый блок              | 5 815      | 52,89          | 7 267      | 67,59      |
|                | Флоранс Итальяни Себастьен Тюрен | Национальное объединение | 3 370      | 30,65          | 3 485      | 32,41      |
|                | Исмаан Дуду Жерар Шатен          | Левый блок               | 1 809      | 16,45          |            |            |

|                | Кандидаты                  | Партия             | Первый тур | Первый тур     | Второй тур | Второй тур |
| Кол-во голосов | Кандидаты                  | Партия             | % голосов  | Кол-во голосов | % голосов  |            |
| -------------- | -------------------------- | ------------------ | ---------- | -------------- | ---------- | ---------- |
|                | Софи Левек Ален Летелье    | Правый блок        | 5 756      | 35,17          | 9 128      | 57,12      |
|                | Лоран Адзаман Амандин Фрес | Национальный фронт | 6 670      | 40,75          | 6 852      | 42,88      |
|                | Оливье Вес Франсин Пату    | Левый блок         | 2 175      | 13,29          |            |            |
|                | Шанталь Гуен Люк Ноден     | Разные левые       | 1 767      | 10,80          |            |            |

|  | Кандидат     | Партия             | % голосов |
|  | ------------ | ------------------ | --------- |
|  | Жерар Леметр | Разные правые      | 63,27     |
|  | Моник Шобё   | Национальный фронт | 36,73     |

|  | Кандидат     | Партия                    | % голосов |
|  | ------------ | ------------------------- | --------- |
|  | Жерар Леметр | Союз за народное движение | 41,98     |
|  | Жак Лерай    | Разные левые              | 39,40     |
|  | Моник Шобё   | Национальный фронт        | 18,63     |